# Mark Burke
Mark Stephen Burke (Solihull, 12 febbraio 1969) è un ex calciatore inglese, di ruolo centrocampista.

## Carriera
Esordisce tra i professionisti nella stagione 1986-1987, all'età di 18 anni, giocando una partita nella prima divisione inglese con l'Aston Villa, che a fine anno retrocede in seconda divisione, categoria in cui Burke l'anno seguente gioca 6 partite prima di venir ceduto a campionato iniziato al Middlesbrough per 50000 sterline. Qui, gioca ulteriori 16 partite in seconda divisione, conquistando la promozione in prima divisione (risultato quest'ultimo ottenuto peraltro anche dallo stesso Aston Villa); la permanenza del Boro in massima serie dura però una sola stagione, nella quale Burke gioca 29 partite e mette a segno 5 reti. Nella stagione 1989-1990 segna poi un gol in 12 partite in seconda divisione, mentre nella stagione 1990-1991 dopo un breve periodo in prestito al Darlington in quarta divisione ed alcuni mesi senza mai scendere in campo al Middlesbrough viene ceduto per 25000 sterline al Wolverhampton, con cui tra il marzo del 1991 e la fine della stagione gioca 6 partite in seconda divisione.
Anche nelle tre stagioni successive Burke continua a giocare in seconda divisione con i Wolves, ma ad eccezione della stagione 1992-1993 (nella quale realizza 8 reti in 32 presenze) non gioca mai con continuità: in poco più di tre stagioni, infatti, segna 11 reti in 68 partite di campionato con il club; conclude poi la stagione 1993-1994 con un periodo in prestito al Luton Town, con cui gioca 3 partite in seconda divisione. Gioca in questa categoria anche nella stagione 1994-1995, nella quale gioca 15 partite nel Port Vale allenato da John Rudge.
Nell'estate del 1995 si accasa al Fortuna Sittard, club della prima divisione olandese: è il primo di diversi club stranieri nei quali gioca negli ultimi sette anni di carriera; in particolare, con il Fortuna Sittard segna 10 reti in 108 presenze nella prima divisione olandese. In seguito, gioca per un biennio nella seconda divisione giapponese con l'Omiya Ardija, per alcuni mesi nella prima divisione rumena con la Rapid Bucarest (diventando tra l'altro il primo calciatore inglese ad aver mai giocato in questo campionato) e per alcuni mesi nella terza divisione svedese (competizione che peraltro vince) con il Brommapojkarna. Infine, chiude la carriera nel 2002 dopo un'ultima breve esperienza nella seconda divisione olandese con l'TOP Oss.

## Palmarès

### Club

#### Competizioni nazionali
- Division 2: 1

Brommapojkarna: 2001